# شبکه آذربایجان غربی
شبکه استانی سیمای آذربایجان غربی، شبکهٔ محلی صدا و سیمای آذربایجان غربی است که فعالیت آن از سال ۱۳۷۷ آغاز شده‌است. این شبکه در طول شبانه روز بیست‌وچهار ساعت برنامه پخش می‌کند. شبکه استانی آذربایجان غربی به  زبان های تُرکی آذربایجانی، کردی و فارسی برنامه پخش می‌کند. پخش برنامه‌های شبکه با کیفیت HD و فرمت HEVC از طریق گیرنده‌های زمینی و ماهواره‌ای از اسفند ۱۴۰۱ آغاز شده‌است.